# Saúde (métro de São Paulo)
Pour les articles homonymes, voir Saúde.
Saúde ou Saúde-Ultrafarma est l'une des stations de la ligne 1 - Bleue du métro de São Paulo. Elle a été inaugurée le 14 septembre 1974.
Elle est située à avenida Jabaquara, dans le quartier de Saúde.

## Situation sur le réseau

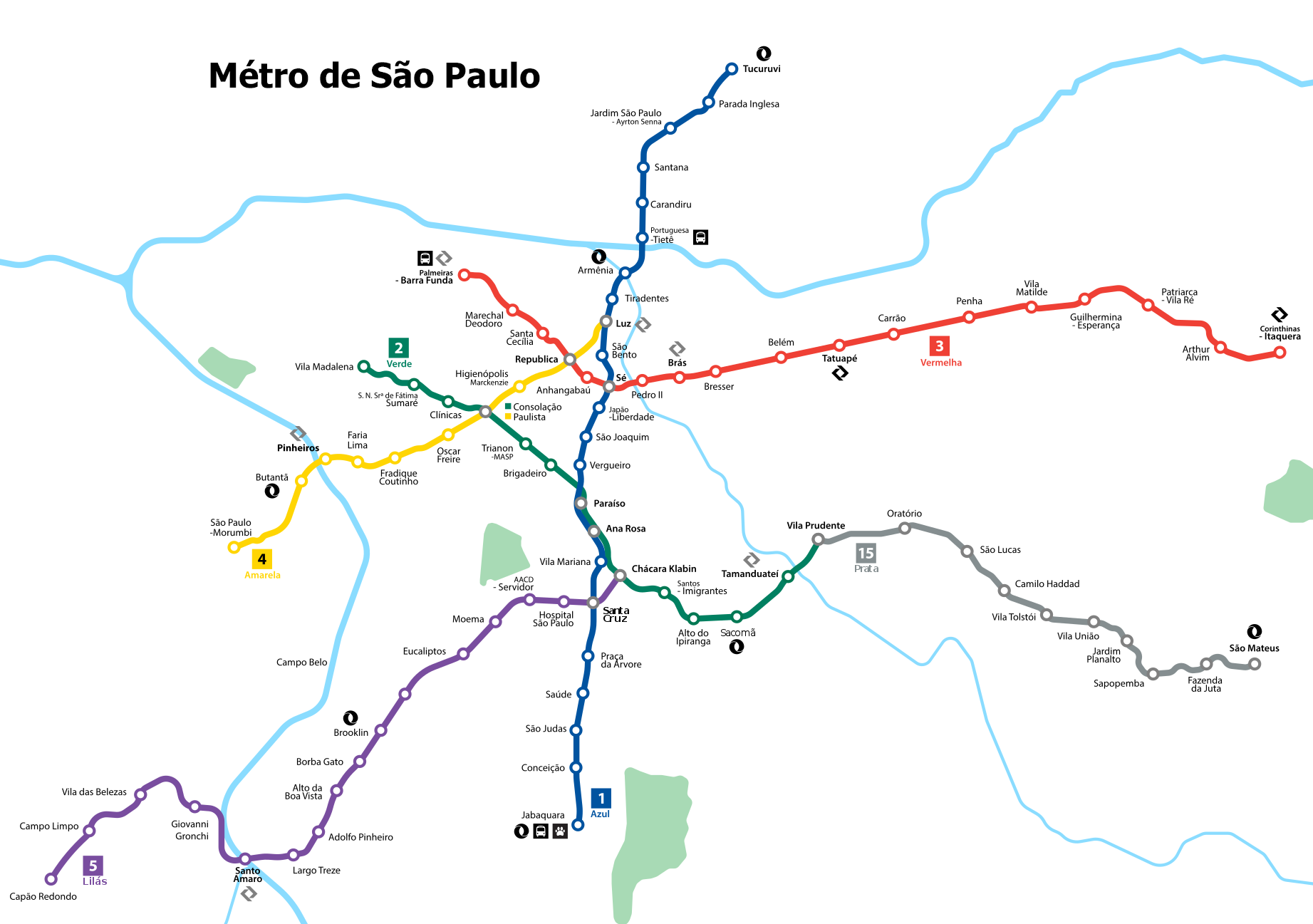
Plan du Métro de São Paulo 2020.

Établie en souterrain, la station Saúde est située sur la ligne 1 (Bleue) du métro, entre les stations : Praça da Árvore, en direction du terminus Tucuruvi, et São Judas, en direction du terminus Jabaquara.

## Caractéristiques
La station est enterrée, avec une mezzanine de distribution et des quais latéraux avec structure en béton apparent. Elle a une superficie construite de 6 250 mètres carrés. La capacité de la station est de vingt mille voyageurs par heure aux heures de pointe.

## Demande moyenne de la station
La demande moyenne de la station est de 33 000 passagers par jour, selon les données du Métro.

## Tableau
| Code | Station | Inauguration      | Capacité                        | Intégration                 | Quais    | Position    | Notes                                     |
| ---- | ------- | ----------------- | ------------------------------- | --------------------------- | -------- | ----------- | ----------------------------------------- |
| SAU  | Saúde   | 14 septembre 1974 | 20 mille voyageurs heure/pointe | Bilhete Único de la SPTrans | Latéraux | Souterraine | Station avec structure en béton apparent. |

## À proximité
- Shopping Plaza Sul